# Trumpler 14
Trumpler 14 (kurz Tr 14, auch Collinder 230) ist ein offener Sternhaufen im Sternbild Kiel des Schiffs. Er liegt rund 9000 Lichtjahre vom Sonnensystem entfernt im Carinanebel. Mit einem Alter von 300.000 bis 500.000 Jahren gehört er zu den jüngsten Haufen der Milchstraße.

Infrarotaufnahme eines Teils des Carina-Nebels, Trumpler 14 (Mitte-links), erstellt mithilfe des Very Large Telescope

Es handelt sich bei ihm um einen sehr massereichen Haufen, er beherbergt etwa 2000 junge Sterne aller Größenklassen. Unter ihnen befindet sich der Hyperriese HD 93129A, einer der hellsten Sterne unserer Galaxis. Dieser Stern ist rund 80-mal massereicher als die Sonne und leuchtet zweieinhalb Millionen Mal heller.